# Conca de Los Angeles
La Conca de Los Angeles, en anglès:Los Angeles Basin (LA Basin) és una plana litoral omplerta de sediments situada al nord de la província Peninsular Ranges. a la Califòrnia, Estats Units i conté la part central de la ciutat de Los Angeles com també els seus suburbis sud i sud-est (ambdós als comtats Los Angeles i Orange). Fa aproximadament 50 km de llargada i 25 km d'amplada, enllaçant al nord amb les Santa Monica Mountains i San Gabriel Mountains, a l'est amb Santa Ana Mountains ai al sud amb l'Oceà Pacífic i Palos Verdes Hills, al llarg de la costa. La confluència dels rius Los Angeles iRio Hondo és el centre de la conca.'

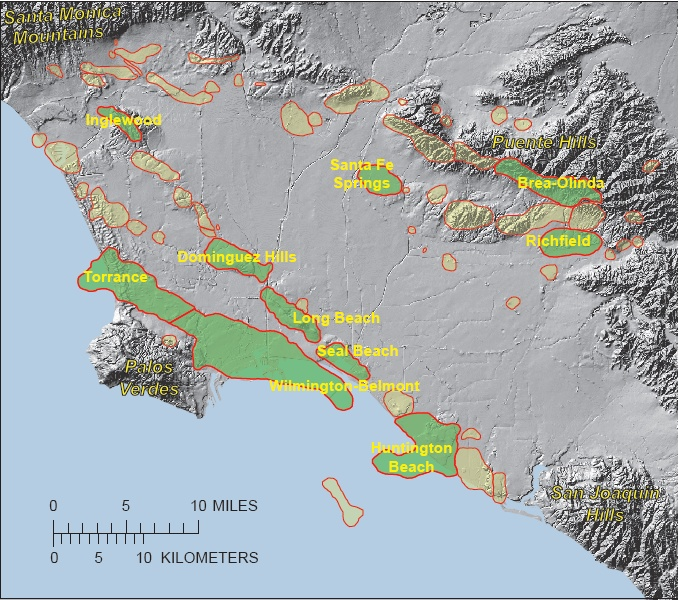
Camps de petroli de LA Basin, USGS

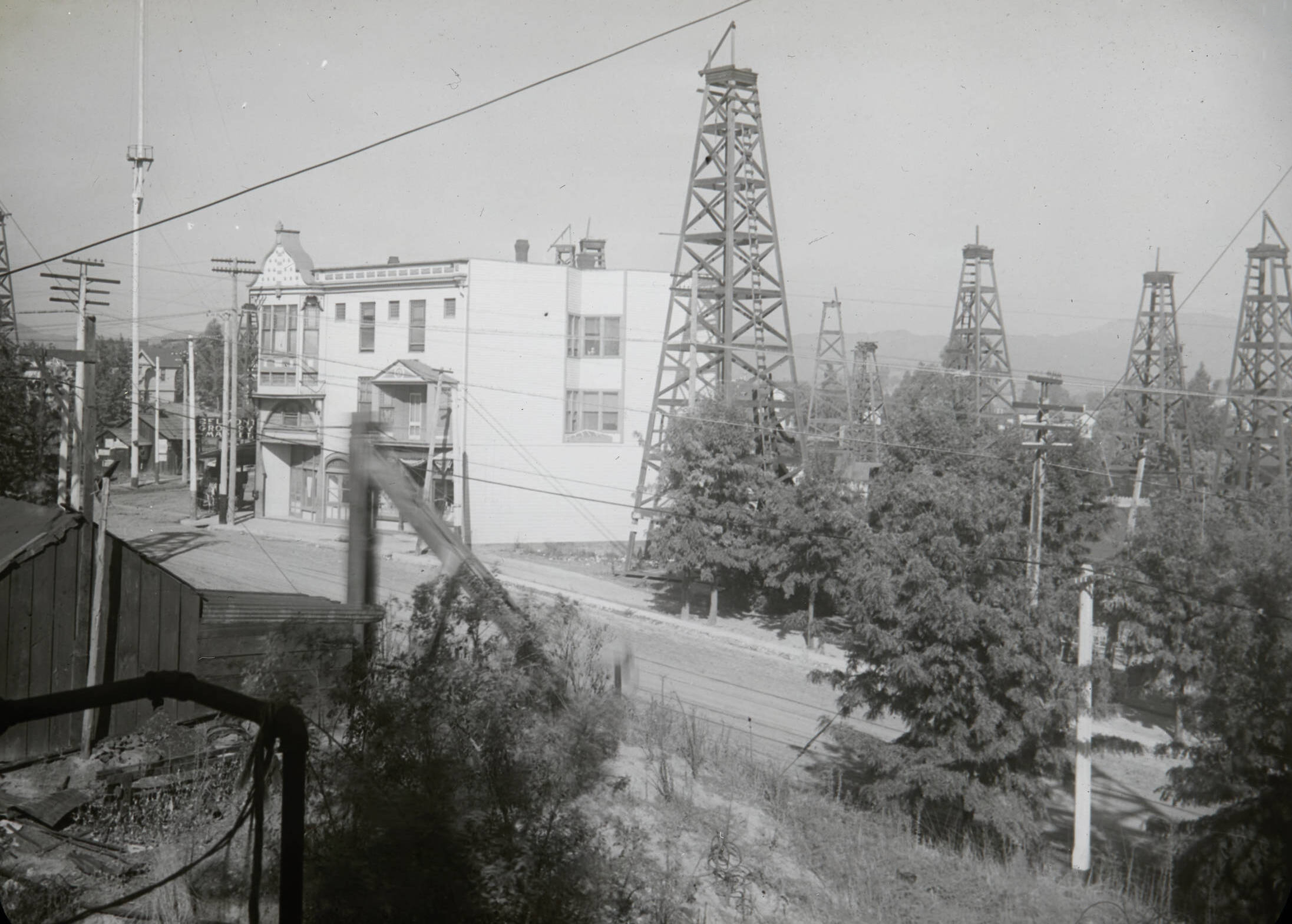
Camp de petroli a la ciutat de Los Angeles (1905)

## Geologia
Les estructures dominants de la conca són falles geològiques que contribueixen a fer que s'hi hagi jaciments de petroli.
La principal subsidència i deposició va ocórrer en el Miocè superior fins al Plistocè inferior. La conca es va començar a formar durant el Neogen.

### Petroli
L'acumulació de sediments de gra fi amb alt contingut orgànic, amb capes de sorres mésgruixudes, va contribuir a la formació de grans dipòsits de petroli, inclòs el camp de petroli Wilmington Oil Field. Altres camps de petroli actius inclouen el Long Beach Oil Field, el Salt Lake Oil Field i el South Salt Lake Oil Field, el Huntington Beach Oil Field i el Torrance Oil Field. La majoria dels nombrosos camps de petroli d'aquesta conca ja han estat abandonats o ha disminuït molt la seva producció des de principi del segle xx. A la dècada de 1890 el camp de petroli de la ciutat de Los Angeles, el Los Angeles City Oil Field, era el principal de l'estat de Califòrnia en producció de petroli. Alguns dels camps de petroli romanen productius, inclòs el Beverly Hills Oil Field.
L'any 2013, el USGS va estimar que els 10 camps de petroli de LA Basin tenien potencial per produir encara 1,4 a 5,6 bilions de barrils de petroli.

### Terratrèmols
Les falles més grans inclouen la Newport-Inglewood Fault,la Whittier Fault, la Santa Monica Fault, l'Elsinore Fault Zone i la San Gabriel Fault.